# Tchebourek
Une tchebourek (en tatar de Crimée : çüberek ; en turc : çibörek, en tadjik :  chiburekki ; en azéri : ət qutabı ; en russe et en ukrainien : чебурек; en géorgien: ქართული chebureki) est une sorte de chausson de pâte non levée, frit, farci de viande hachée ou émincée (généralement de mouton) et d'oignons, et assaisonné de poivre, de persil, etc.. Il est frit dans une grande quantité d'huile végétale, à une température d'environ 200 °C, et servi chaud ; on le consomme traditionnellement sans couverts, avec les doigts . On le trouve parfois aussi farci de fromage au lieu de viande.
C'est un plat national des Tatars de Crimée. Populaire également auprès des diasporas tatares en Turquie, Roumanie, Russie et Ouzbékistan.

## Préparation

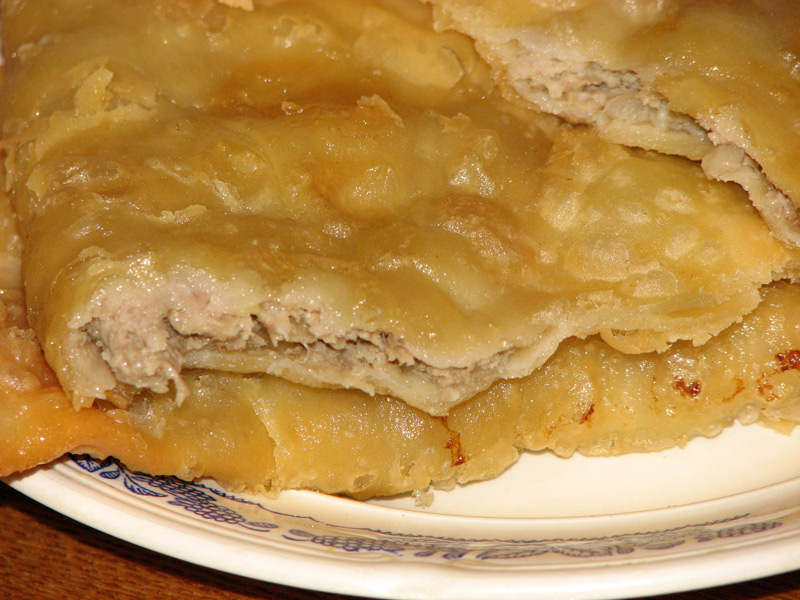
Tchebourek entamé, montrant sa garniture.

On utilise habituellement le terme sous la forme de son pluriel russe, tcheboureki (чебуреки). Les tcheboureki se sont répandus dans divers pays de l'ex-Union soviétique, dans le domaine de la restauration rapide. On les trouve notamment dans des établissements portant le nom spécifique de tchebouretchnaïa (чебуречная), mais désormais également dans des restaurants conventionnels ou des supermarchés, parfois sous forme surgelée,. Le töbörek, également une spécialité tatare, est une sorte de tchebourek cuit dans un four maçonné au lieu d'être frit dans l'huile.
Dans la cuisine mongole, il existe une spécialité similaire, le khouchour (en mongol : хуушууp).